# Symetria budowy ciała organizmu

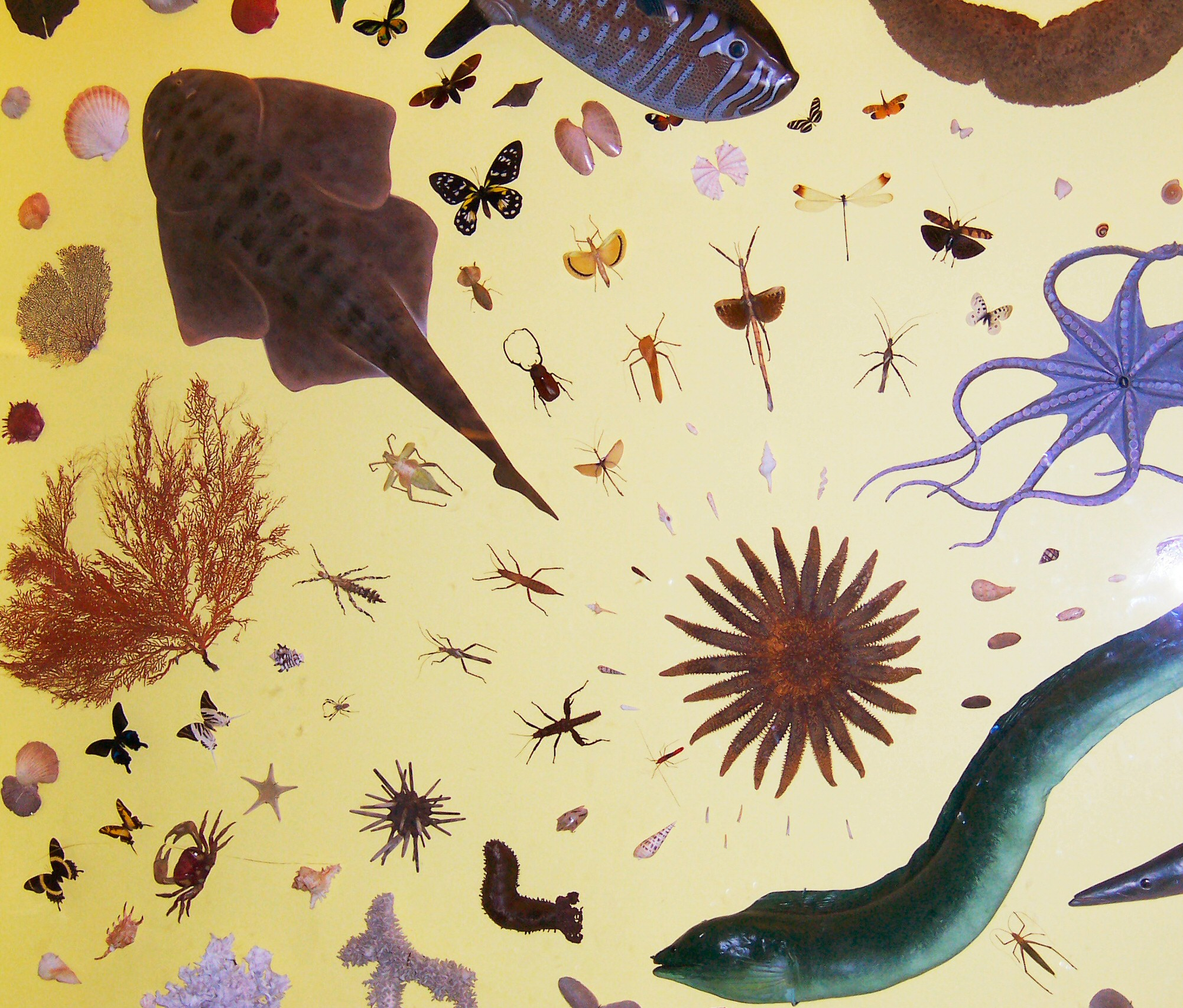
Różne typy symetrii ciała

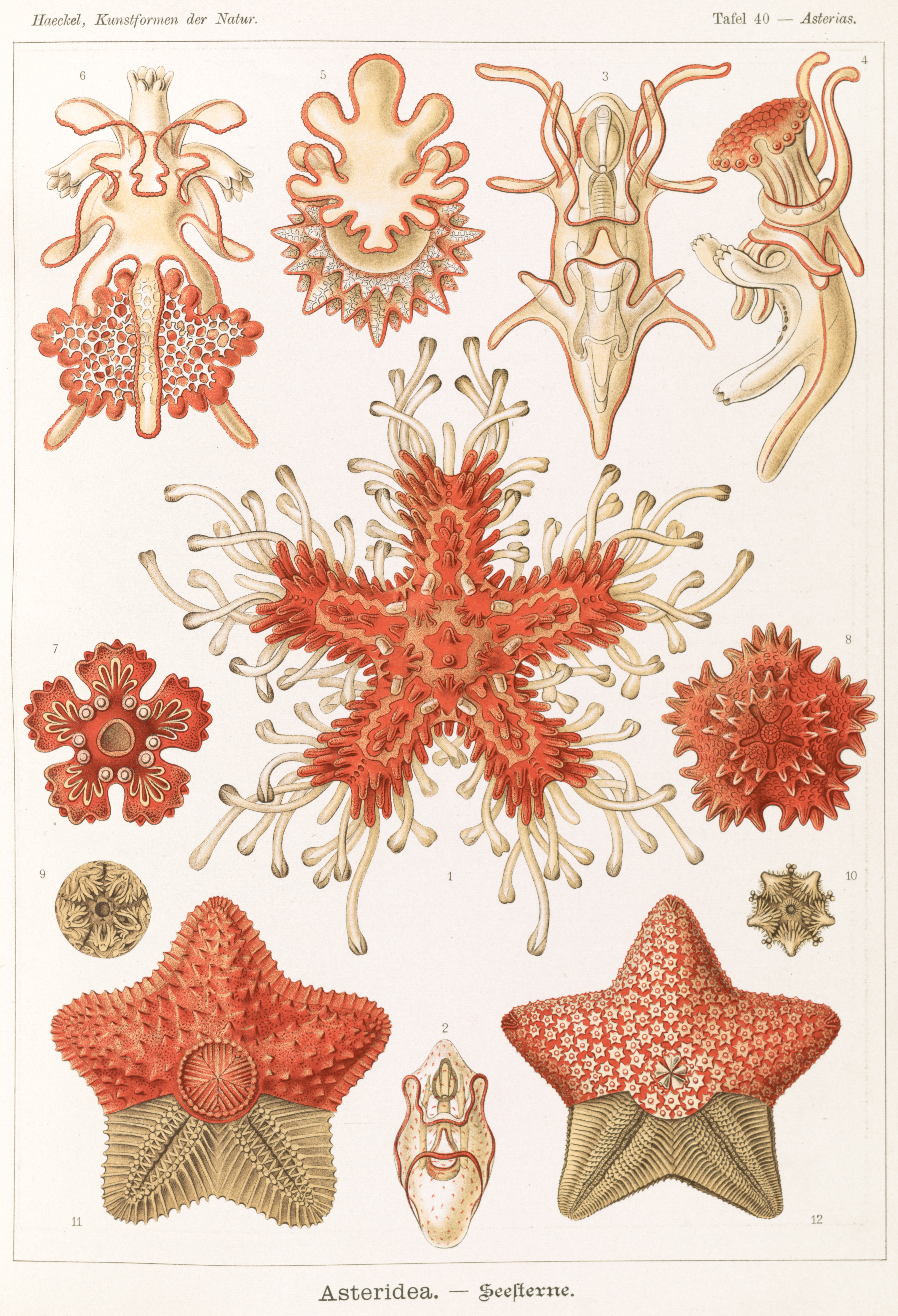
Ciało dorosłych rozgwiazd cechuje wielopromienna symetria (najczęściej 5-promienna). Ich larwy cechuje symetria dwuboczna.

Symetria budowy ciała organizmu – podstawowa cecha budowy organizmu określająca rozmieszczenie jego części względem hipotetycznej osi.

## Typy symetrii ciała organizmów
Asymetria  – brak jakiejkolwiek symetrii spotykany jest u pierwotniaków. Takie organizmy nazywane są bezosiowymi.
Symetria promienista (radialna) charakteryzuje się dużą liczbą płaszczyzn symetrii przebiegających przez ciało wzdłuż jednej osi głównej. Stosownie do liczby promieni używane są terminy symetria dwupromienista (2 promienie, 2 płaszczyzny symetrii), symetria czteropromienna (4 promienie) itd.
Do organizmów o symetrii promienistej należą rośliny naczyniowe, polipy i meduzy jamochłonów, część osiadłych wieloszczetów wodnych oraz szkarłupnie.
Symetria dwuboczna (bilateralna) wyznaczana jest przez płaszczyznę biegnąca wzdłuż osi długiej (głównej) ciała dzielącą je na dwie części, prawą i lewą. Występuje u organizmów jedno- i wielokomórkowych, w tym u roślin i zwierząt. Zwierzęta dwubocznie symetryczne (Bilateria) są w klasyfikacji zwierząt traktowane jako klad tkankowców właściwych (Eumetazoa).